# Trasporto inverso del colesterolo
Il trasporto inverso del colesterolo è un processo a più fasi che provoca il trasferimento del colesterolo dai tessuti periferici verso il fegato attraverso il sistema linfatico prima, attraverso il flusso sanguigno poi. Questa è l'unica via metabolica attraverso la quale l'organismo può eliminare il colesterolo in eccesso.
Il colesterolo dai tessuti periferici non epatici viene trasferito, ad opera dell'ABCA1, dalla membrana plasmatica delle cellule alle HDL discoidali (pre-β HDL), a basso contenuto di colesterolo. L'apo A-1, la principale componente proteica delle HDL, agisce come un accettore. Nella circolazione parte del colesterolo libero (non esterificato) contenuto nelle HDL viene convertito in esteri di colesterolo dall'enzima LCAT (lecitina-colesterolo aciltransferasi): tali esteri si accumulano nel nucleo delle HDL che acquistano una forma sferica e dimensioni progressivamente maggiori (HDL3 e HDL2). Gli esteri del colesterolo possono quindi essere trasferiti, con l'aiuto del CETP (proteina di trasferimento del colesterolo) in cambio dei trigliceridi, ad altre lipoproteine plasmatiche (come LDL e VLDL). Le HDL sferiche acquisiscono ulteriore colesterolo libero dalle cellule interagendo con ABCG1. Infine le HDL2 vengono captate dal fegato e in questo modo il colesterolo può essere eliminato dall'organismo come colesterolo non esterificato nella bile o convertito in acidi biliari.
La captazione epatica delle HDL2 è operata dallo scavenger receptor SR-BI ed è mediata dalla lipasi epatica, una forma speciale di lipasi lipoproteica che si trova solo nel fegato. L'attività della lipasi epatica è aumentata dagli androgeni e diminuita dagli estrogeni, che possono spiegare concentrazioni più elevate di HDL2 nelle donne.